# Under Suspicion
Under Suspicion är en amerikansk dramathriller från 2000 i regi av Stephen Hopkins och med Gene Hackman, Morgan Freeman och Monica Bellucci i de bärande rollerna.

## Handling
Advokaten Henry Hearst (Gene Hackman) hittar en död flickas kropp, då han en morgon är ute och joggar. Han blir dagen därpå kallad till polisstationen för förhör. Polisen misstänker att Hearst är mördaren.

## Rollista
| Gene Hackman        | – Henry Hearst           |
| Morgan Freeman      | – Captain Victor Benezet |
| Thomas Jane         | – Detective Felix Owens  |
| Monica Bellucci     | – Chantal Hearst         |
| Nydia Caro          | – Isabella               |
| Miguel Ángel Suárez | – Superintendent         |
| Pablo Cunqueiro     | – Detective Castillo     |
| Isabel Algaze       | – Camille Rodriguez      |
| Jacqueline Duprey   | – Maria Rodriguez        |
| Luis Caballero      | – Paco Rodriguez         |
| Patricia Beato      | – Darlita                |